# Derrty Entertainment
Derrty Entertainment es un sello discográfico fundado por el rapero Nelly, quien es el CEO. El presidente del sello es Ali. Derrty es una división de Motown. En los últimos años, el sello ha colaborado con So So Def, Star Trak y Sho'Nuff.
Fo' Reel Entertainment es un sello discográfico distribuido por Universal, también fundado por Nelly, que lanzó álbumes y sencillos bajo su sello entre 2000 y 2010.

## Lista

### Artistas actuales
- St. Lunatics
  - Nelly (CEO)
  - Alí (presidente)
  - Murphy Lee
  - City Spud
  - Kyjuan
- Avery Storm
- REZ
- JGE Lil shxwn
- YAK chico fresco

### Ex artistas
- Kutt Calhoun
- Big Gipp
- King Jacob
- Slyro Jenkins
- Jung Tru
- Prentiss Church
- Chocolate Tai

### DJ y productores
- DJ Trife (DJ personal de Nelly desde que comenzó su carrera)
- Aaron Torres "Derrty Kid"
- Jayson "Koko" Bridges (produjo las exitosas canciones " Shake Ya Tailfeather " y "Over and Over" )
- Jason "Jay-E" Epperson (produjo las exitosas canciones "Country Grammar", "Work It", " EI ", " Midwest Swing " y más canciones para Nelly and The Lunatics)
- Dorian "Doe" Moore (produjo los exitosos sencillos " My Place " y " Tilt Ya Head Back ")
- Derrty DJ (lista de DJ de St. Louis, incluidos DJ C NOTE, DJ 618 y otros)

### Antiguos artistas de Fo' Reel Entertainment
- Penelope Jones (2000-2001)
- Farrah Franklin (2002-2003)
- Rashad (2003)
- Postaboy (2004)
- MisseZ (2006)
- Teairra Mari (2009-2010)

## Otros emprendimientos
En 2003, Nelly lanzó la marca de moda femenina Apple Bottoms junto a Yomi Martin, Nick Loftis e Ian Kelly, la cual incluye ropa, perfume y accesorios.

## Discografía
| Información del álbum |
| --- |
| Nelly - Gramática del país - Lanzamiento: 27 de junio de 2000 - Posiciones en las listas: No. 1 US Billboard 200 - Certificación RIAA : Diamante - Ventas en EE. UU.: 10,000,000 - Sencillos: " Country Grammar (Hot Shit) ", " Ride Wit Me ", " EI ", " Batter Up "                |
| St. Lunáticos - Ciudad Libre - Lanzamiento: 5 de junio de 2001 - Posiciones en las listas: No. 1 US Billboard 200 - Certificación RIAA : platino - Ventas en EE. UU.: 1,000,000 - Solteros: " Midwest Swing ", "Verano en la ciudad", "Déjame entrar ahora"                         |
| Ali - almidón pesado - Lanzamiento: 30 de abril de 2002 - Posiciones en las listas: No. 24 US Billboard 200 - Certificación RIAA : - - Ventas en EE. UU.: - - Solteros: " Boughetto "                                                                                               |
| Nelly - Nellyville - Lanzamiento: 25 de junio de 2002 - Posiciones en las listas: No. 1 US Billboard 200 - Certificación RIAA : 6x multiplatino - Ventas en EE. UU.: 6.000.000 - Singles: " Hot in Herre ", " Pimp Juice ", " Air Force Ones ", " Dilemma ", " Work It ", " No. 1 " |
| Murphy Lee - Ley de Murphy - Lanzamiento: 23 de septiembre de 2003 - Posiciones en las listas: No. 8 US Billboard 200 - Certificación RIAA : platino - Sencillos: " Shake Ya Tailfeather ", " Wat Da Hook Gon Be ", "Hold Up", " Luv Me Baby "                                      |
| Nelly - Sudor - Lanzamiento: 14 de septiembre de 2004 - Posiciones en las listas: No. 2 US Billboard 200 - Certificación RIAA : 2 × platino - Ventas en EE. UU.: 2 000 000 - Sencillos: " Na-NaNa-Na ", " Flap Your Wings ", " Tilt Ya Head Back "                                  |
| Nelly - Traje - Lanzamiento: 14 de septiembre de 2004 - Posiciones en las listas: No. 1 US Billboard 200 - Certificación RIAA : 3x multiplatino - Ventas en EE. UU.: 3.000.000 - Solteros: " My Place ", " 'N' Dey Say ", " Over and Over "                                         |
| Ali &amp; Gipp - Parientes - Lanzamiento: 14 de agosto de 2007 - Posiciones en las listas: No. 25 US Billboard 200 - Certificación RIAA : - - Ventas en EE. UU.: - - Sencillos: " Go 'Head ", " Almost Made Ya ", "N' Da Paint"                                                     |
| Nelly nudillos de latón - Lanzamiento: 16 de septiembre de 2008 - Posiciones en las listas: No. 3 US Billboard 200 - Certificación RIAA : Oro - Ventas en EE. UU.: 500.000 - Sencillos: " Gente fiestera ", " Body On Me ", " Pisó mi J'z ", " One & Only "                         |
| Nelly - 5.0 - Lanzamiento: 16 de noviembre de 2010 - Posiciones en las listas: - No. 10 US Billboard 200 - Certificación RIAA : - - Ventas en EE. UU.: 320.000 - Sencillos: " Solo un sueño ", " Mueve ese cuerpo ", " Gone "                                                       |
| Nelly - MO - Lanzamiento: 30 de septiembre de 2013 - Posiciones en las listas: - No. 14 US Billboard 200 - Certificación RIAA : - - Ventas en EE. UU.: 23.000 - Solteros: " Hey Porsche ", " Ponte como yo "                                                                        |